# Victor-Auguste-François Morel-Lavallée
Pour les articles homonymes, voir Morel (patronyme) et Lavallée.
Victor-Auguste-François Morel-Lavallée, né le 24 août 1811 à Bion et mort le 29 avril 1865 à Paris 8e, est un chirurgien français.

## Biographie
Il est nommé médecin en 1842, puis chirurgien des hôpitaux en 1851.
Il a laissé de nombreuses publications chirurgicales, particulièrement dans le domaine traumatologique.
Son nom a été donné à une pathologie consistant en un épanchement séreux consécutif à un décollement cutané (épanchement de Morel-Lavallée).
Il est enterré au cimetière du Père-Lachaise.